# Barwice
Barwice é um município da Polônia, na voivodia da Pomerânia Ocidental e no condado de Szczecinek. Estende-se por uma área de 7,50 km², com 3 742 habitantes, segundo os censos de 2017, com uma densidade de 497,6 hab/km².